# Las Mabira
Las Mabira – las deszczowy w Ugandzie o powierzchni około 300 km² między Lugazi i Jinja. Od 1932 roku znajduje się w obrębie rezerwatu Mabira Forest Reserve. Jest domem dla wielu zagrożonych gatunków m.in. Lophocebus ugandae.

## Plany wylesienia
Sugar Corporation of Uganda Limited (SCOUL), przedsiębiorstwo branży cukrowniczej należące do rządu Ugandy oraz indyjskiego przedsiębiorstwa Mehta Group, przedstawiło plany wycięcia 1/3 całkowitej powierzchni kompleksu leśnego pod uprawę trzciny cukrowej. Prezydent Yoweri Museveni wyraził poparcie dla projektu.
Plany te spotkały się z liczną krytyką ze strony społeczeństwa i ekologów. Obawiano się utraty wielu zagrożonych gatunków, zwiększonej erozji gleby, negatywny wpływ na lokalny klimat i warunki wodne. Z drugiej strony dokumenty rządowe zakładały zatrudnienie 3,5 tys. osób oraz wpływy do kasy państwa w wysokości 11,5 mld szylingów ugandyjskich.
Co najmniej trzy osoby zginęły przy próbie stłumienia protestów jedno tysięcznej demonstracji przeciwko wycince. Pojawiły się także przypadki napadów na osoby pochodzenia azjatyckiego z powodu pochodzenia firmy Mehta Group. Plantacje należące do SCOUL były podpalane, przeprowadzono także akcję mailową i SMSową nawołujące do bojkotu produktów cukrowych tej firmy.
Kabaka Bugandy wyraził sprzeciw wobec planów rządu, jednakże zaproponował alternatywne miejsce pod uprawę. Podobnie postąpiły władze kościoła anglikańskiego w Mukono.
Prezydent w dalszym ciągu bronił pomysłu. W maju 2007 roku ugandyjski minister środowiska została zawieszona i zostaną podjęte próby znalezienia innych ziem pod uprawę.